# Kongsfjord
De Kongsfjord (Koningsfjord) is een inham (fjord) aan de noordwestkust van het eiland Spitsbergen in de Noordelijke IJszee. De inham is 26 km lang en is tussen de 6 en 14 km breed. Twee gletsjers, de Kronebre en de Kongsveg, bevinden zich aan het einde van de fjord. Het gletsjerfront van beide gletsjers is ongeveer 5 kilometer breed.
De enige nederzetting aan de Kongsfjord is het dorp Ny-Ålesund, dat zich op de zuidkust van de fjord bevindt. Ny-Ålesund is het noordelijkst gelegen dorp ter wereld, en een populaire bestemming voor toeristen. Voorheen een mijndorp, zijn momenteel vooral wetenschappelijk onderzoek en toerisme belangrijke bronnen van inkomsten. In het Kongsfjord ligt de Luchthaven Ny-Ålesund Hamnerabben.
In 1925 stegen twee Dornier vliegboten met Roald Amundsen en Lincoln Ellsworth aan boord op vanaf de Kongsfjord, voor een poging om als eerste mens op de Noordpool te arriveren.
Direct ten noorden van de monding van het fjord ligt het fjord Krossfjorden en direct ten zuiden de zeestraat Forlandsundet. Ten noordoosten ligt het Haakon VII Land en ten zuiden Oscar II Land.

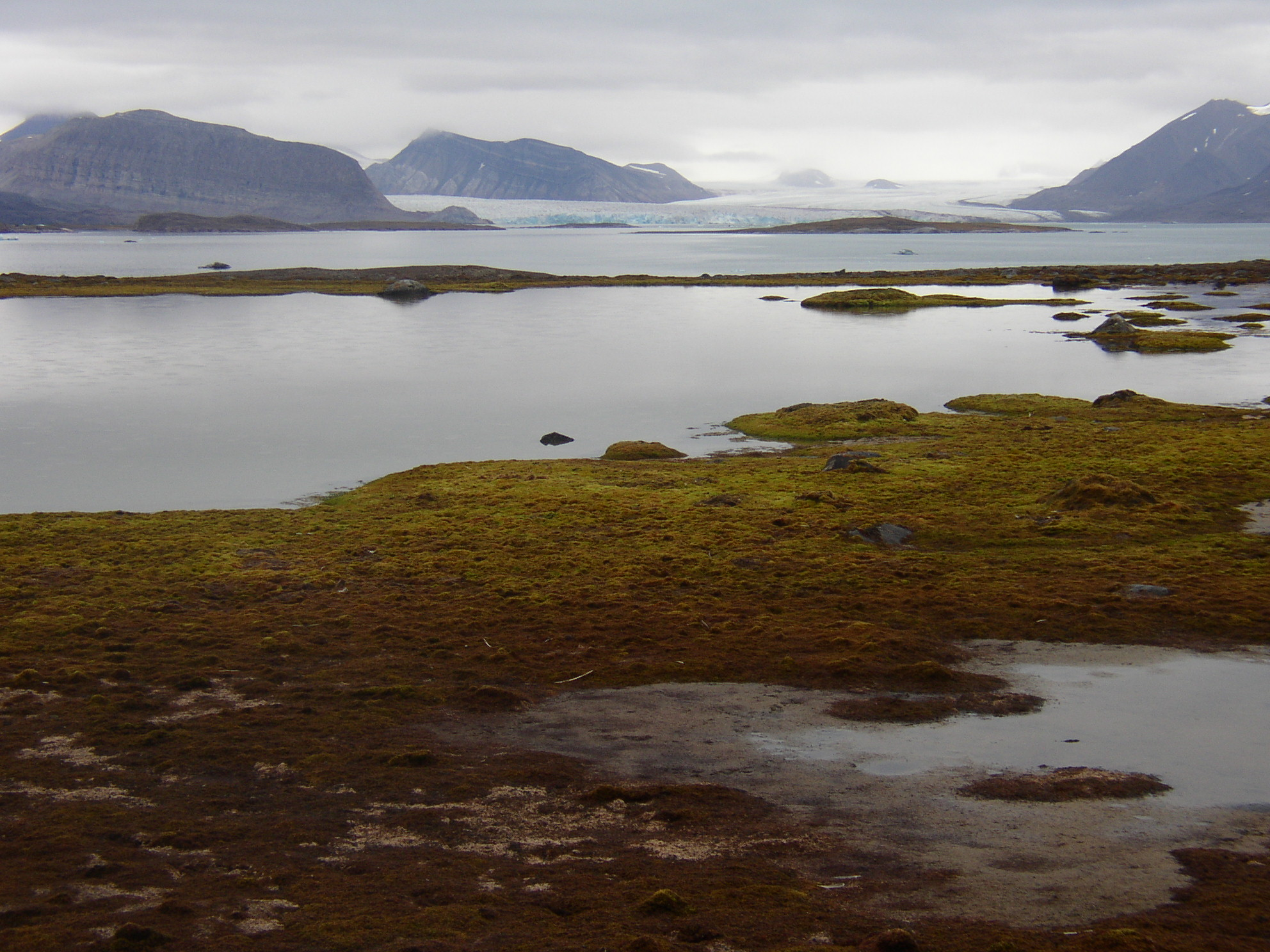
Kongsfjorden gezien vanaf Blomstrandhalvøya
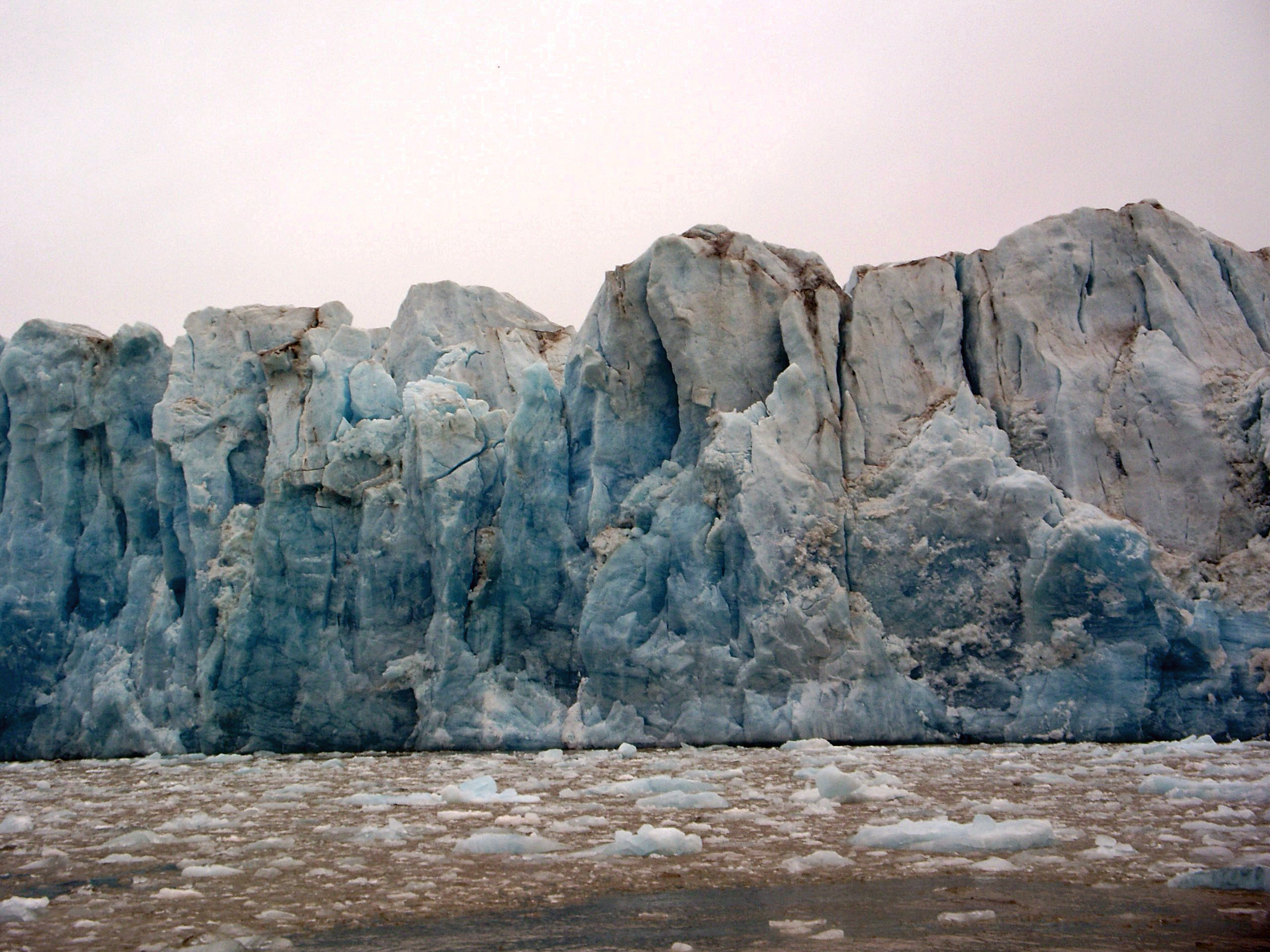
Klein deel van het gletsjerfront van de Kongsveg-gletsjer, die uitkomt in de Kongsfjord